# Villa Marisol
Villa Marisol é um município da província de La Pampa, na Argentina.